# 國防高等研究計劃署
，是美國國防部負責研發军用高科技的行政機構。其總部位於維吉尼亞州阿靈頓縣。

## 历史

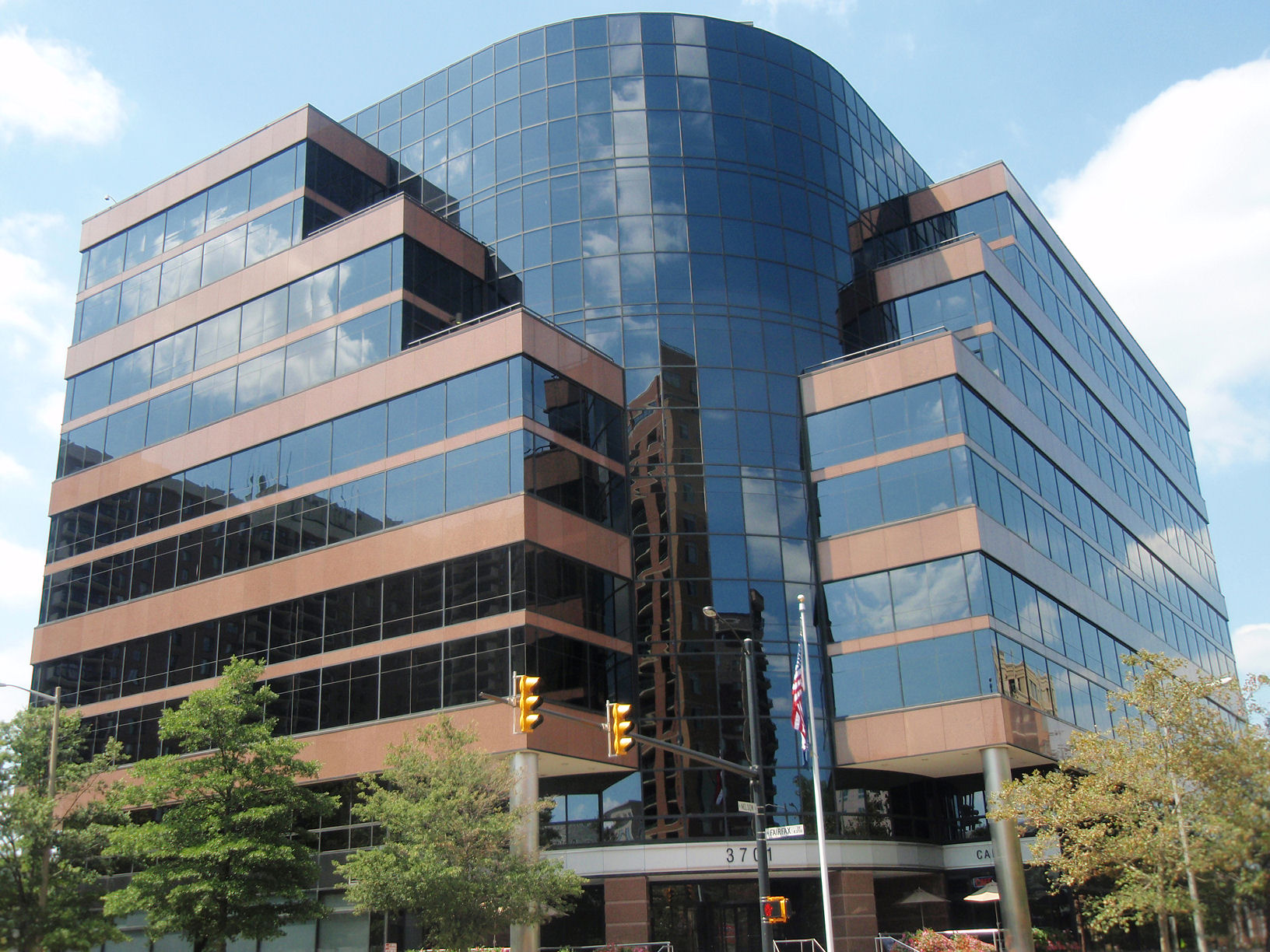
国防高级研究计划局位于阿灵顿县的旧总部大楼。

1957年，蘇聯在拜科努尔發射了史普尼克1號卫星，成为首个将人造地球卫星送上太空的国家。由此，引发美国科技水平被苏联赶超的斯普特尼克危机。1958年2月7日，为应对美苏冷战，美国国会授权美国国防部成立了高等研究計劃署（Advanced Research Projects Agency），国会要求高级研究计划局承担保持美國軍事科技較其他的潛在敵人更為尖端的使命。就像国防高级研究计划局在自述中称：
|  | 從1958年創立起，國防高等研究計劃署的最初使命，是為了防止如同史普尼克發射的科技突破，這標誌着蘇聯在太空領域打敗了美國。這個使命宣言也隨著時代而演進。今日，國防高等研究計劃署的任務仍然是防止美國遭受科技突破，同時也針對我們的敵人創造科技突破。 |

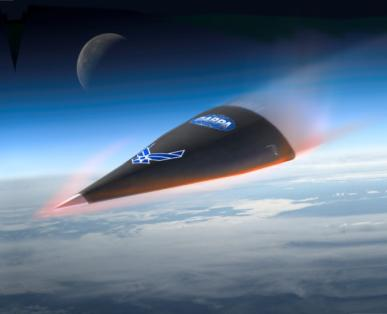
國防高等研究計劃署的HTV-2太空飛機想像圖

1972年3月，美国联邦政府将高级研究计划局的核物理研究与能源发展职责划归美国能源部，另行组建能源高级研究计划局。高级研究计划局的主体部分改称国防高级研究计划局（英語：Defense Advanced Research Projects Agency）。
1993年2月，新上任的比尔·克林顿政府将国防高级研究计划局重新更名为高级研究计划局。1996年3月，再次改為現名。

## 机构设置
国防高级研究计划局设置下列机构：

### 技术办公室
- 适应性执行办公室（英语：Adaptive Execution Office）
- 国防科学办公室（英语：Defense Sciences Office）
- 信息创新办公室（英语：Information Innovation Office）
- 微系统技术办公室（英语：Microsystems Technology Office）
- 战略技术办公室
- 战术技术办公室
- 生物技术办公室（英语：Biological Technologies Office (DARPA)）

### 职能办公室
- 管理运营办公室
- 审计办公室
- 合同管理办公室
- 总顾问办公室
- 小企业项目办公室

## 业务
國防高等研究計劃署獨立於其他更常態的軍事研發，而聚焦于尖端科技研发，直接向美國國防部高層負責。國防高等研究計劃署約有240名人員（其中约140名技術人員），直接管理32億美元的預算。这是一个平均数字，因為國防高等研究計劃署以任务为单位编组，專注於短期（2到4個年）的項目。它一直負責資助許多科技的发展，在世界上產生了重大影響，包括电脑网络、NLS（一個超文字系統、以及當代無處不在的图形用户界面的一個重要前驅）等项目以及MIT計算機科學與人工智慧實驗室等机构。
国防高级研究计划局资助的重大项目如：
- ARPANET
- 所有演示之母
- 敏捷项目（英语：Project AGILE）
- 机器人沙基（英语：Shakey the robot）
- 白杨树镇电影地图（英语：Aspen Movie Map）
- Atlas机器人
- 未来指挥所
- 脑机接口
- 能量自律戰術機器
- 高頻主動式極光研究計劃
- MQ-1捕食者无人攻击机
- 洋葱路由

国防高级研究计划局在5pb.的遊戲《命運石之門0》中作為主角反派組織出現。

## 扩展阅读
- Belfiore, Michael. . Harper. 2009. ISBN 9780061577932. OCLC 310399265. William Saletan writes of Belfiore's book that "His tone is reverential and at times breathless, but he captures the agency’s essential virtues: boldness, creativity, agility, practicality and speed." (Saletan, William. . The New York Times. December 24, 2009  [2018-11-23]. （原始内容存档于2020-11-18）.)
- Castell, Manuel, The Network Society: A Cross-cultural Perspective, Edward Elgar Publishing Limited, Cheltenham, UK, 2004.
- Jacobsen, Annie, . Little, Brown and Company. 2015. ISBN 0316371769. OCLC 900012161.
- Sargent, John F., Jr.  (PDF). Washington, DC: Congressional Research Service. February 21, 2018  [26 March 2018]. （原始内容存档 (PDF)于2020-11-11）.
- Sedgwick, John. . Playboy. Vol. 3 no. 8. August 1991: 108–109, 122, 154–156.
- Weinberger, Sharon, The Imagineers of War:  The Untold Story of DARPA, the Pentagon Agency that Changed the World, New York, Alfred A. Knopf, 2017, ISBN 9780385351799.

## 外部連結
- DARPA官方網站（页面存档备份，存于）
- DARPA SETA Support FY2010 / FY2015 Database（页面存档备份，存于）
- Ongoing Research Programs （页面存档备份，存于）
- Declassified DARPA documents（页面存档备份，存于）, OSD & Joint Staff FOIA Service
- DARPA FY2015 Research Program （页面存档备份，存于）